# 無非法相
無非法相，指修佛不執迷於佛法表相，也不執迷於沒有佛法的表相，即不要有任何執迷，應“無所住”。